# Aztec, New Mexico
Aztec este o localitate, o municipalitate și sediul comitatului San Juan din statul New Mexico, Statele Unite ale Americii.